# Национальный греческий музей
Национа́льный гре́ческий музе́й (англ. National Hellenic Museum, NHM) — второе старейшее американское учреждение, посвящённое культурному вкладу греков, в том числе проживающих в США. Ранее был известен как Греческий музей и Культурный центр. Расположен на углу Холстед-стрит и Ван Бюрен-стрит в районе Гриктаун города Чикаго (Иллинойс). Созданный с целью содействия пониманию богатых культурных традиций древней и современной Греции, а также для уделения внимания истории греческих иммигрантов в США, музей является постоянным местом посещения греческой общины Чикаго.
Музей выступает за возвращение находящихся в Британском музее скульптур Парфенона (так называемых Мраморов Элгина) в Грецию.
В музее хранится самая большая в мире коллекция по истории греков США.
15 октября 2017 года Алексис Ципрас стал первым премьер-министром Греции, посетившим NHM.

## История

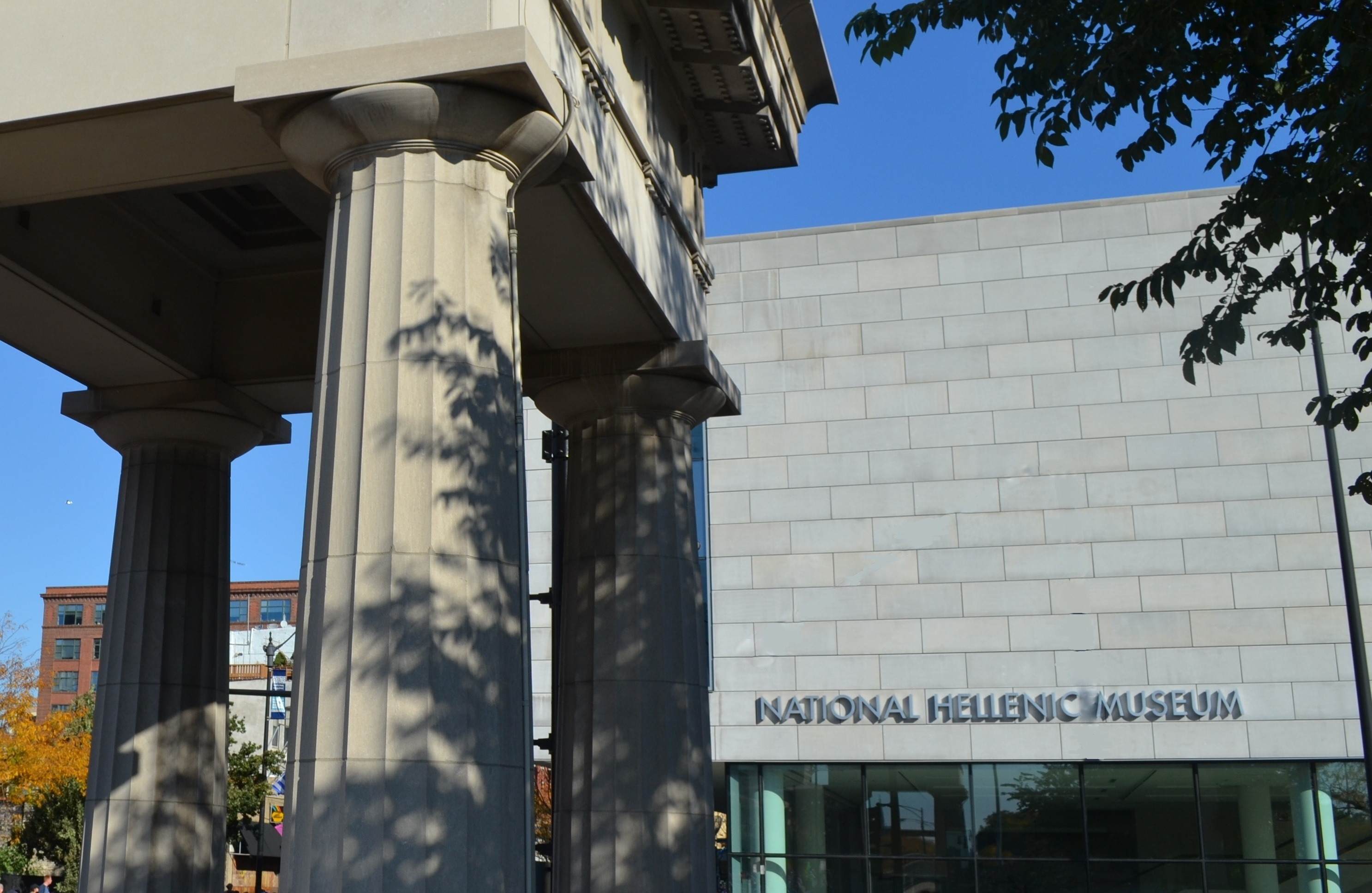
Национальный греческий музей

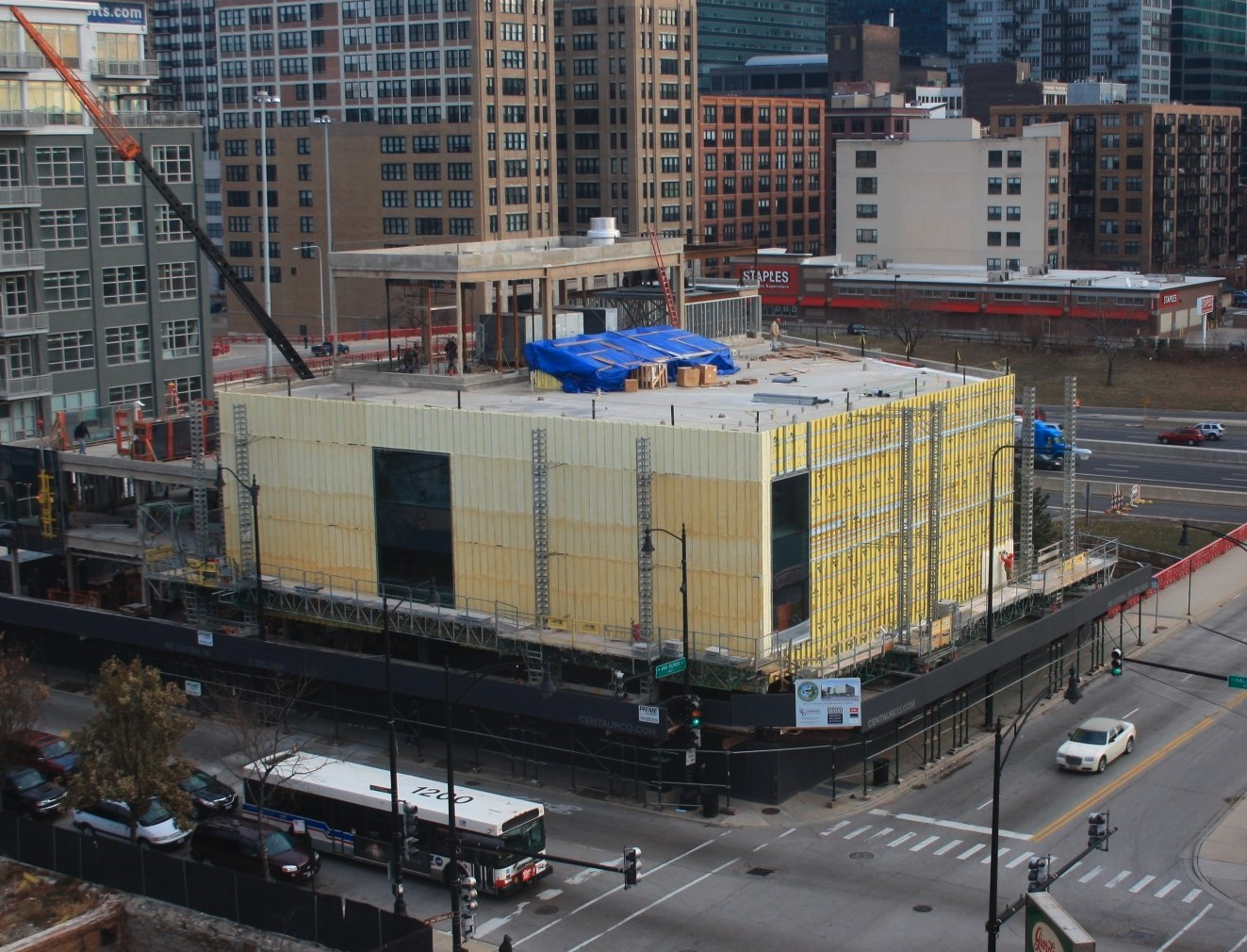
Строительство нового здания Национального греческого музея (январь 2011)

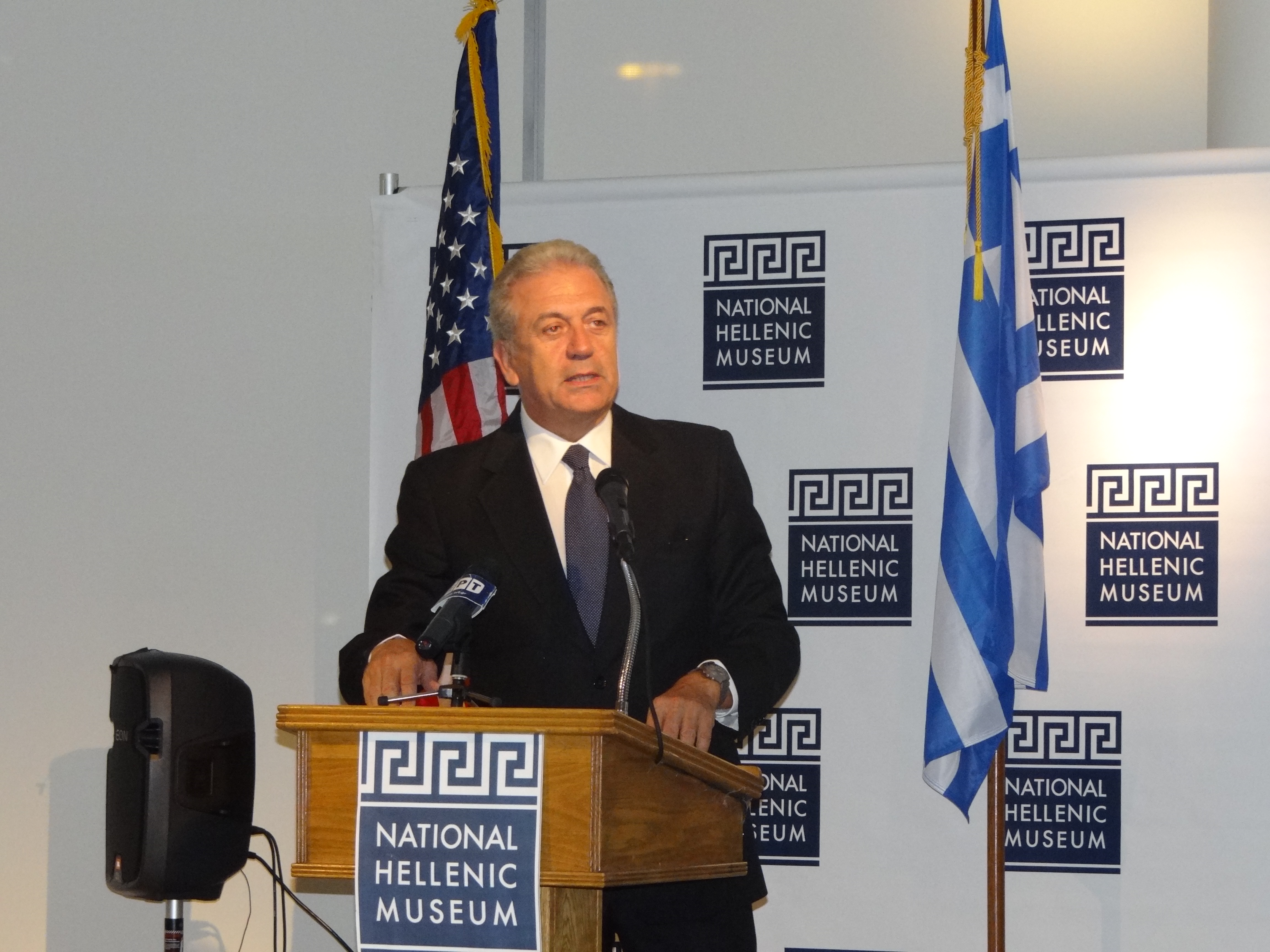
Министр иностранных дел Греции Димитрис Аврамопулос в NHM во время визита в США (2012)

В 1983 году в Чикаго был основан Греческий музей и Культурный центр (англ. Hellenic Museum and Cultural Center, сокр. HMCC).
В 1992 году HMCC открыл двери своего первого музейного объекта на Мичиган-авеню в даунтауне Чикаго. Двумя неделями ранее в Солт-Лейк-Сити (Юта) был открыт Музей греческой культуры — первый музей, посвящённый сохранению греческих традиций, обычаев, наследия, истории и образа жизни.
В июле 2004 года музей переехал на Адамс-стрит 801 (Гриктаун).
В 2009 году музей был переименован в Национальный греческий музей, взял новый логотип в виде греческого ключа (меандр), а также сформулировал новую миссию, которая с тех пор звучит как «Обеспечение связи поколений через греческую историю, культуру и искусство».
В 2011 году музей переехал в своё нынешнее здание, специально построенное на Холстед-стрит 333 в центре чикагского Гриктауна. Новое здание представляет собой современное сооружение площадью 3 700 м² с постоянными и временными выставочными залами, библиотекой и центром архивных исследований, классной комнатой для детей всех возрастов, а также центром устной истории. С террасы на крыше открывается вид на Чикаго. Музей был спроектирован архитектором Димитриосом Ставрианосом, принципалом компании «RTKL». Торжественное открытие состоялось 10 декабря.

## Проект «Устная история»
Целью проекта «Устная история» (англ. Oral History Project) является документирование историй жизни греков-иммигрантов в США.
В 1890—1920 годы около 450 000 греков приехало в Америку как часть потока иммигрантов из Восточной Европы. Сегодня американские греки проживают на всей территории Соединённых Штатов.
По состоянию на 2015 год проект насчитывает более 300 отдельных историй, охватывающих сотни часов видео- и аудиозаписей, от греков и греко-американцев со всех концов США.

## Коллекции

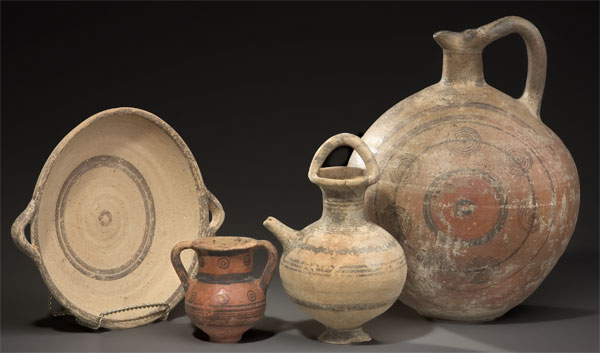
Предметы из коллекции Национального греческого музея

Обширная коллекция музея демонстрирует тысячелетнюю историю Греции, отображая каждый её период с 1200 года до н. э. по настоящее время. Важное место в ней занимают изделия ручной работы американских греков, включая текстиль, традиционные костюмы и музыкальные инструменты, а также оригинальные фотографии.

## Библиотека и архив
Библиотеку и архив музея составляют более 10 000 книг, периодических изданий и других документов.
Коллекция библиотеки включает книги по истории Греции, её культуре, языку и религии, в том числе редкие рукописи XVII и XVIII веков. Среди печатных изданий имеются, в частности, греко-американские газеты, журналы и архивные материалы.
Архивные коллекции состоят из рукописных писем, манускриптов ранненовового периода, а также одного из крупнейших в США архивов газет на греческом языке.

## Портал коллекций и архивов NHM
В 2019 году был запущен электронный портал под названием NHM Collections & Archives, предоставляющий доступ к оцифрованным артефактам и архивным материалам музея.
Цифровой (электронный) архив состоит из пяти разделов:
- Артефакты, содержащий большое разнообразие трёхмерных изображений предметов религиозного культа, мебели, текстиля и пр;
- Библиотека, включающий книги на греческом и английском языках;
- Устные истории, содержащий сотни записанных интервью с американцами греческого происхождения;
- Изображения, представляющий собой большую коллекцию исторических фотоматериалов, в которых отражена жизнь американских греков в течение XX века;
- Архивы, представляющий собой постоянно пополняющийся каталог обработанных архивных коллекций, безвозмездно предоставленных греко-американскими деловыми предприятиями, организациями, церквями и семьями[19][20].

## Выставки

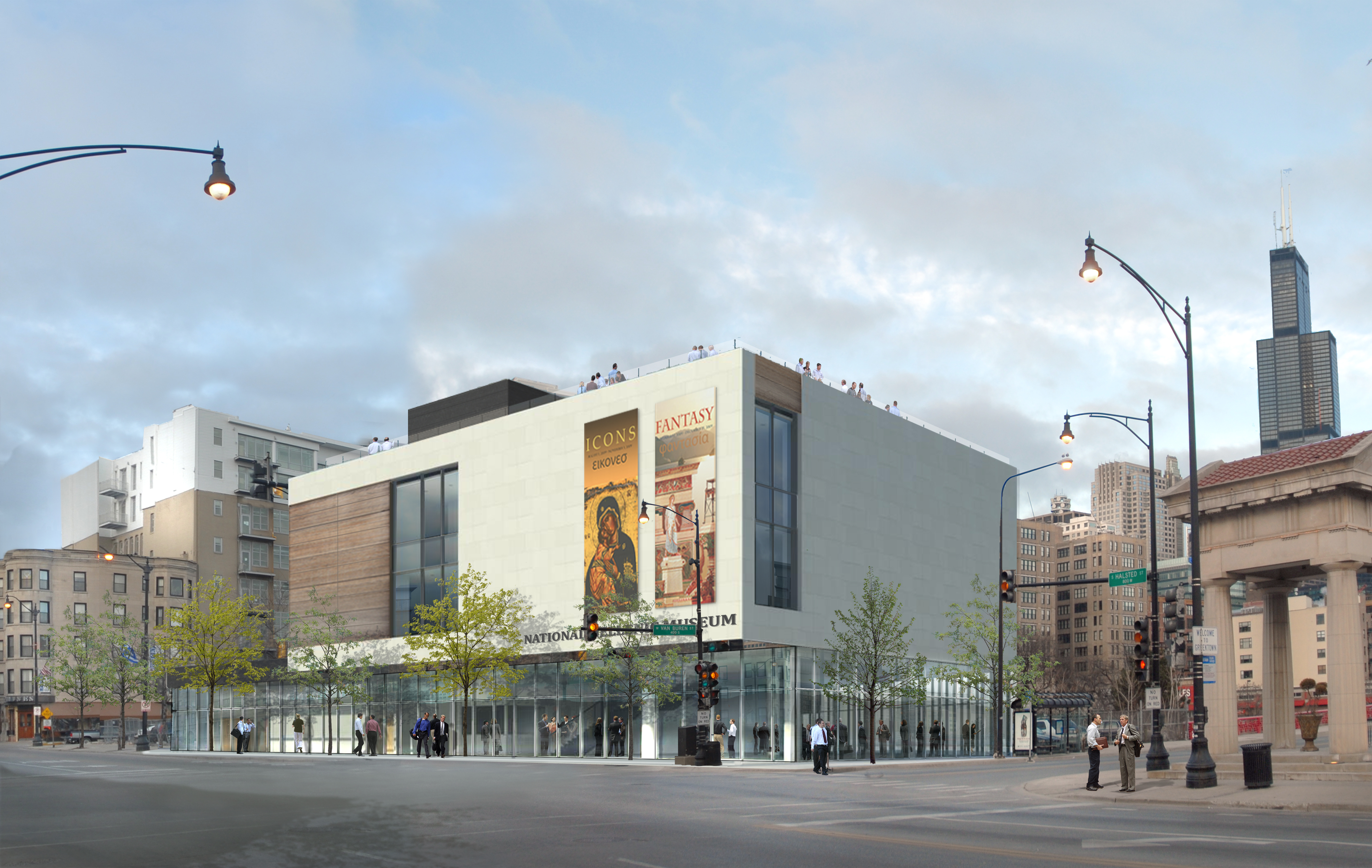
Национальный греческий музей

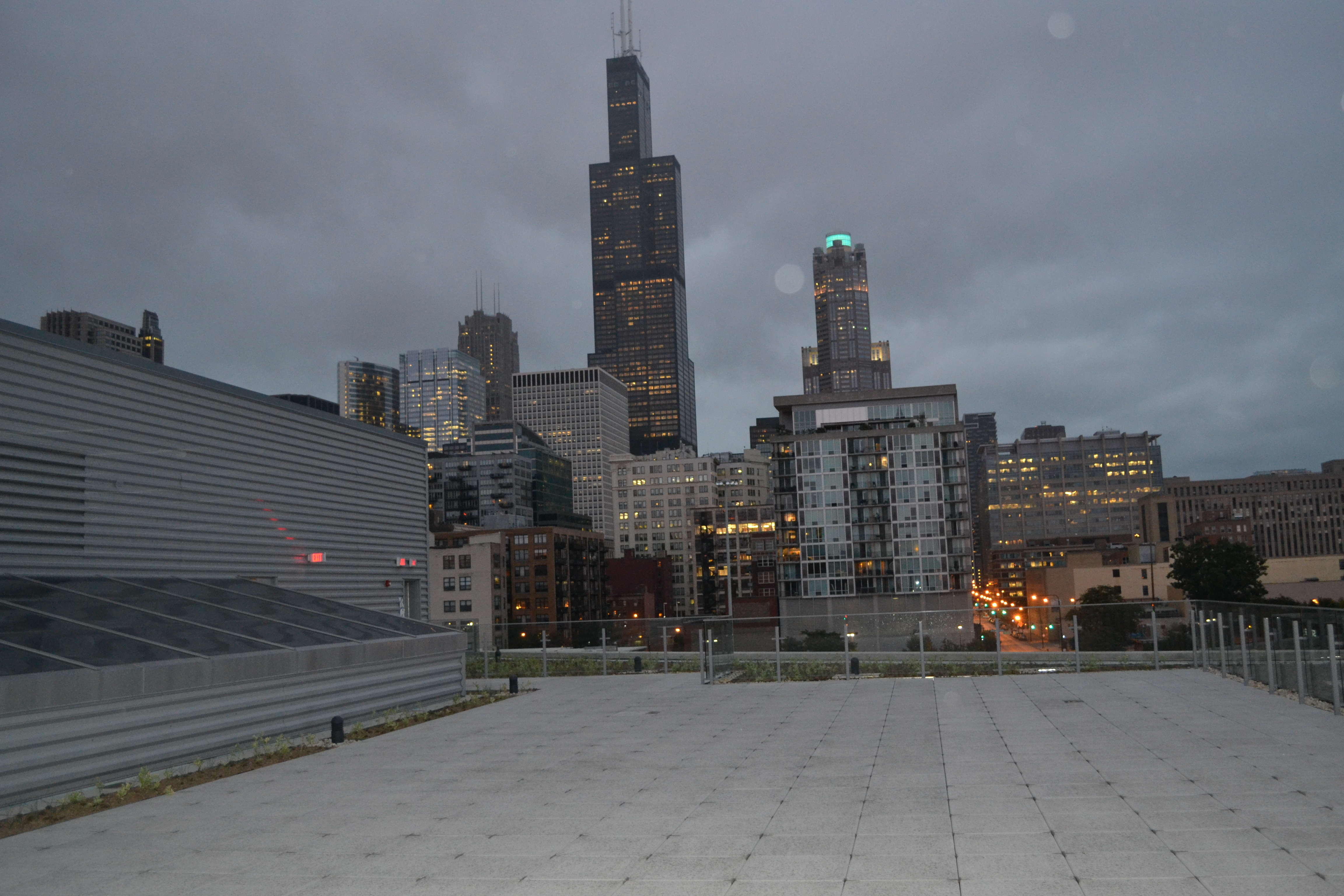
Вид с террасы на крыше

Ежегодно в музее проходят различные выставки, посвящённые греческой истории, культуре и искусству.
- The Greeks: Agamemnon to Alexander the Great[22][23][24][25]
- Sweet Home Chicago: The Story of America’s Candy Capital[26]
- Aegean: Creation Of An Archipelago[27][28]
- Reaching for the American Dream: The Legacy of Greek Immigration
- Olympic Revival: The 1896 Olympic Games[29][30]
- The Story of Greek Independence
- Transcending Boundaries: The Art of Anthony Quinn[31][32]
- The Street is My Gallery[33]
- The Marathon Spirit: From Phidippides to Modern Times[34]
- Monumental, a hands-on exhibit about Greek architecture
- The Periklean Akropolis: From Antiquity To Modernity[35]
- The Greek Monsters[11][36]
- From Memory: Giorgios Rigas
- Threads of Tradition[37]
- The Holocaust In Greece
- Gods, Myths, And Mortals[38]
- Change: The Story of Coins[39]
- George Kokines: Layers Revealed[40][41]

## Мероприятия
Наряду с проходящими еженедельно/ежемесячно небольшими коктейльными приёмами, зваными обедами, бранчами, мит-энд-гритами и пр., музей организует несколько крупных ежегодных мероприятий, в том числе Annual Gala (рус. ежегодное празднество) и Kouzina (греч. κουζίνα — кухня).